# 星河舞
星河 舞（ほしかわ まい、本名：柳原 美和（やなぎはら みわ）、1972年12月4日 - ）は、日本の女性声優。北海道札幌市出身。アトミックモンキー所属。
旧芸名：柳原 みわ、まつもと みわ。

## 略歴
専門学校東京アナウンス学院卒業。
元放送作家。テレビ東京系の番組『声♥遊倶楽部』で結成された声優ユニットPiパーズでデビュー。おはガール会員番号0番。
2008年1月までは、東京俳優生活協同組合に所属していた。

## 人物
- 声種はソプラノ[5]。方言は北海道弁[2]。
- リカちゃんの3代目声優。
- 天津甘栗が大好物。
- 免許・資格は普通自動車免許、普通自動二輪車免許[5]。

## 出演
太字はメインキャラクター。

### テレビアニメ
出演年不明
- イモリ帝国（ナレーション）

1995年
- それいけ!アンパンマン（みずたまの精（A）〈2代目〉）

1996年
- 赤ちゃんと僕（萌）
- スーパーマン（サリータ・フェリックス）
- わんころべえ（はりおくん）

1997年
- CLAMP学園探偵団（女子生徒 他）
- 忍ペンまん丸（二面猿）
- 名探偵コナン（劇団員B）

1999年
- 下級生（神山みこ）
- 課長王子（エリコ）
- ToHeart（松本）

2002年
- ぐりんちょりんぱりん（ちょりん）
- クレヨンしんちゃん（リカ）

2007年
- 人形アニメーション リカちゃん（リカちゃん）

2011年
- 元気!!江古田ちゃん（お姉ちゃん、隠れ猛禽、派遣A、女子高生A、踊り子C、通販番組の声）

### OVA
- 同級生2（1996年、都築こずえ）
- すすめ!ゴジランド ゴジラとあそぼう たしざん（1996年、ラドン）
  - すすめ!ゴジランド ゴジラとあそぼう ひきざん（1996年、ラドン）
- AIKa（1997年、ホワイトA、ブラックA、ホワイトN）
- エルフ版 下級生 あなただけを見つめて…（1998年、神山みこ）

### Webアニメ
- リカちゃんと魔法の国（2009年、香山リカ）

### ゲーム
1997年
- AZITO（オペレーター）
- 下級生（神山みこ）※セガサターン版
- 初恋ばれんたいん （真田春菜）
- ぱにっくちゃん（ぱにっくちゃん）
- ROOM MATE〜井上涼子〜（中山りえ）
  - ROOM MATE〜涼子 in Summer Vacation〜（中山りえ）

- 竜機伝承 PLUS（マール・キャリー、プティル）

1998年
- AZITO2（梁木美和）
- DEBUT21（坂井ゆう子）
- トラップガンナー（ティコ）
- 初恋ばれんたいん SPECIAL（真田春菜）
- メリーメント・キャリング・キャラバン（コニー・フォード）
- ROOM MATE3〜涼子 風の輝く朝に〜（中山りえ）

1999年
- Lの季節 〜A piece of memories〜（星原百合）
- 後夜祭（福田由香）

2000年
- あすは恋して Prime Beat Planet（河合葉月）
- アジト3（梁木美和）
- グランディアII（ミレーニア）

2004年
- michigan（パメラ・マーテル、ベッキー・ワンズ）

2005年
- 喧嘩番長（小野直子、持田奈々）

2007年
- 喧嘩番長2 フルスロットル（加藤葉子）

2008年
- Lの季節2 invisible memories（星原百合）

2016年
- 鋼鉄のワルツ Metal Waltz（MS-1ライサ・スビトランア）

### 映画
- Summer Nude（2003年）

### テレビ番組
- テレビ東京系「声♥遊倶楽部」（Piパーズ）
- ぐリンちょリンぱリン（チョリンの声）（1994年）
- おはスタ（コロコロ天気キッズ・ナレーション他[注 2] テレビ東京）
- ピタゴラスイッチ（ピタ）
- debuya（ナレーション テレビ東京）
- ティーンズTV Go!Go!ボランティア（ナレーション NHK教育）
- 横浜Bookmark TV（ナレーション テレビ神奈川）
- シルシルミシルさんデー（リカの声 テレビ朝日）

### ラジオ
- 山寺宏一のGAP SYSTEM（東海ラジオ）
- いたずらパイナップル（青春ラジメニア内 ラジオ関西）
- マッコウ・みわのドミドミハンター→マッコウ・みわのドミドミハンターV3（ラジオ関西）
- みわと豊の智史のもっこりON AIR
- 四ツ谷式Cyber Project（文化放送）

### CM
- リカちゃん（リカ） - リカちゃん電話も担当

### CD
- 青春ラジメニア おかげ"SUMMER"CDスペシャルPART1-2（NECアベニュー）
- 青春ラジメニア「いたずらパイナップル」 思い出のラブレターPart1-3（NECアベニュー）
- モスラ'61（日本コロムビア）
- 同級生2 メモリアルミニシアター（1995年、都築こずえ）
- CDドラマ NaNa（1997年、梢野ことみ）
- 初恋ばれんたいん（1997年、真田春菜）
- 下級生 Radio Avenue（1998年、神山みこ）